# László Makra
László Makra (Siklós, 5 giugno 1952) è un climatologo ungherese.

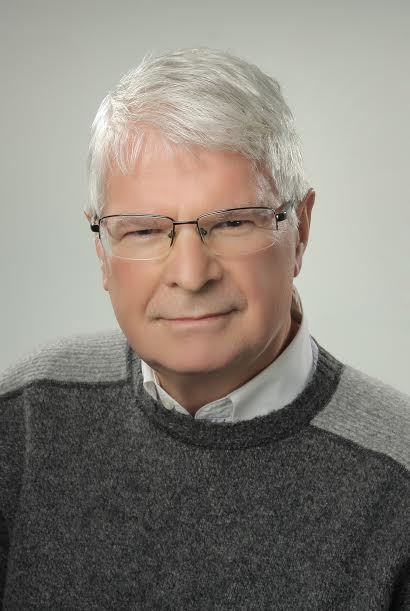
László Makra

È un professore universitario  il cui campo di ricerca è la climatologia pollinica, in quest'ambito in particolare l'esame dei sistemi di relazione climatica del polline d'ambrosia e dei rapporti tra concentrazione del polline e malattie respiratorie.

## Carriera
Nel 1970 ha conseguito il diploma si maturità a Komló, poi nel 1971 si è iscritto all’Università degli Studi József Attila alla Facoltà di Scienze Naturali con specializzazione in matematica – geografia. Qui ha conseguito il diploma di laurea nel 1976. Successivamente è diventato assistente all’università presso il Dipartimento di Climatologia. Qui dal 1996 ha coperto il ruolo di docente universitario, quindi dal 2015 lavora a Hódmezővásárhely all’Istituto di Economia e Sviluppo Rurale presso la Facoltà di Agraria dell’Università degli studi di Szeged. Dal 2016 è professore universitario.
Ha discusso la tesi di laurea nel 1978 e la dissertazione di dottorato PhD nel 1995  nel 2004 ha conseguito l’abilitazione all’Università di Debrecen. Ha trascorso diverse settimane in viaggi di studio in Indonesia (a Yogyakarta nel 1989), in Cina (a Pechino nel 1993, a Guangzhou Canton nel 1995) e nella Repubblica Ceca (a Brno nel 1996). Membro della redazione di diversi periodici ungheresi, caporedattore di una rivista internazionale, membro della redazione di sette riviste, inoltre dal 2014 è membro della direzione della International Ragweed Society (Società Internazionale dell’Ambrosia).

## Attività
Principale campo di ricerca l’aerosol di fondo ed il bio-aerosol, nell’ambito di quest’ultimo il sistema di relazioni climatiche dei pollini: la climatologia pollinica. Questo è un campo di ricerca relativamente nuovo nella letteratura scientifica internazionale, ma è considerato un campo completamente nuovo in Ungheria. All’interno dell’attività di ricerca sulla climatologia pollinica figurano la statistica del polline, la creazione di modelli sul trasporto del polline, la previsione sulla concentrazione di polline, l’esame dei rapporti tra concentrazione del polline e malattie respiratorie, l’esame delle diverse tassonomie delle sensibilità al clima, oltre alla prevedibile concentrazione futura del polline in correlazione alle variazioni climatiche.

### Risultati più importanti
Ha guidato con successo diverse spedizioni di ricerca strumentale sul campo in Asia Centrale (in Cina e nella Regione Autonoma dello Xinjiang-Uygur nel 1990 e nel 1994), in Indonesia (a Java e Bali nel 1996) e nell’America del Sud (in Brasile nel 1998) per la determinazione della composizione di base dell’aerosol di fondo di quelle regioni. Ha poi trattato in collaborazione con i colleghi i campioni raccolti nelle suddette spedizioni presso l’Istituto di Ricerche Nucleari di Debrecen, facente parte dell’Accademia ungherese delle scienze.

### Principali risultati delle spedizioni

#### Prima e seconda spedizione in Cina (1990, 1994)
(a) studio dell'alto contenuto di zolfo e cloro di origine naturale (salgemma, sale di Glauber solfato di sodio decaidrato, gesso) nell'aerosol regionale e delle conseguenze da esso causate sull'ampia e intensiva agglomerazione salina nel secco e privo di deflusso bacino del Tarim;
(b) le proporzioni di base tra silicio e ferro (Si/Ca) e tra calcio e ferro (Ca/Fe) riscontrate nel deserto di Taklamakan sono utilizzabili come marker per seguire le tracce del trasporto a lunga distanza dell’aerosol proveniente dallo stesso (vedi il fenomeno del "vento giallo" sulla parte centrale e orientale della Cina, il fenomeno "KŌSA" su Giappone, Oceano Pacifico e America del Nord).

#### Spedizione in Indonesia (1996)
(a) il cloro, lo zolfo, il rame, lo zinco ed il cromo si sono considerevolmente accumulati nell’aerosol atmosferico sia nell’isola di Java che in quella di Bali;
(b) la maggior parte del cloro è di provenienza oceanica (irrorazione oceanica);
(c) lo zolfo è in parte di provenienza antropogena, in parte discende dalle emissioni biogene del mare;
(d) il rame, lo zinco ed il cromo sono presumibilmente provenienti dal suolo.

## Meteorologia pollinica
È il creatore della meteorologia pollinica in Ungheria, ricercatore riconosciuto in ambito internazionale del trasporto delle polveri sospese e del bio-aerosol. Ha identificato i principali territori fonti del trasporto a lunga distanza del polline d’ambrosia che avviene verso il bacino carpatico. Ha elaborato una procedura per la separazione tra il trasporto regionale e quello a lunga distanza delle polveri sospese e del polline d’ambrosia, ha inoltre determinato le componenti del trasporto e la quantità relativa del trasporto netto nel bacino carpatico.
Con la cooperazione dei servizi d’informazione nazionali ha preparato per l’Europa i database ad oggi più completi sul polline d’ambrosia, che rappresentano la prima base omnicomprensiva e su scala continentale per gli studi sul polline d’ambrosia. Con i suoi compagni di lavoro ha perfezionato diversi modelli per la previsione della concentrazione giornaliera del polline d’ambrosia. Ha perfezionato anche delle procedure, da considerarsi innovative nella letteratura professionale scientifica, impiegate per la presa in esame delle incidenze delle malattie respiratorie fondata sulle variabili meteorologiche, chimiche e biologiche.
Ha determinato, sulla base dei mutamenti climatici previsti nella letteratura scientifica internazionale, quale significante crescita sia da attendersi nelle tassonomie della dispersione di polline nel bacino carpatico. Ha preparato per l’Europa quelle che fino ad ora sono le più esaurienti e dettagliate, nonché tra quelle le prime, mappe dei parametri quantitativi e fenologici del polline d’ambrosia.
È autore o coautore di oltre trecento pubblicazioni scientifiche .

## Principali pubblicazioni
- Enrichment of desert soil elements in Takla Makan dust aerosol (coautore, 2002)
- Meteorological variables connected with airborne ragweed pollen in Southern Hungary (coautore, 2004)
- Selections from the history of environmental pollution, with special attention to air pollution (coautore, 2004)
- The history and impacts of airborne Ambrosia (Asteraceae) pollen in Hungary (coautore, 2005)
- Airborne pollen in three European cities: Detection of atmospheric circulation pathways by applying three-dimensional clustering of backward trajectories (coautore, 2010)
- Forecasting ragweed pollen characteristics with nonparametric regression methods over the most polluted areas in Europe (coautore, 2011)
- Monitoring the long-range transport effects on urban PM10 levels using 3D clusters of backward trajectories (coautore, 2011)
- Multivariate analysis of respiratory problems and their connection with meteorological parameters and the main biological and chemical air pollutants (coautore, 2011)
- Assessment of the Daily Ragweed Pollen Concentration with Previous-Day Meteorological Variables Using Regression and Quantile Regression Analysis for Szeged, Hungary (coautore, 2011)
- Trends in the characteristics of allergenic pollen circulation in Central Europe based on the example of Szeged, Hungary (coautore, 2011)
- Association of allergic asthma emergency room visits with the main biological and chemical air pollutants (coautore, 2012)
- Climate sensitivity of allergenic taxa in Central Europe associated with new climate change – related forces (coautore, 2013)
- Characterizing and evaluating the role of different transport modes on urban PM10 levels in two European cities using 3D clusters of backward trajectories (coautore, 2013)
- Predicting daily ragweed pollen concentrations using computational intelligence techniques over two heavily polluted areas in Europe (coautore, 2014)
- Association of allergic rhinitis or asthma with pollen and chemical pollutants in Szeged, Hungary, 1999-2007 (coautore, 2014)
- Ragweed in Eastern Europe. Invasive Species and Global Climate Change (coautore, 2014)
- A new approach used to explore associations of current Ambrosia pollen levels with current and past meteorological elements (coautore, 2015)
- Anthropogenic Air Pollution in Ancient Times. History of Toxicology and Environmental Health. Toxicology in antiquity. (2015)
- The history of ragweed in the world (coautore, 2015)
- Modelling the introduction and spread of non-native species: International trade and climate change drive ragweed invasion (coautore, 2016)
- Biogeographical estimates of allergenic pollen transport over regional scales: common ragweed and Szeged, Hungary as a test case (coautore, 2016)

### Guest editor
- International Journal of Environment and Pollution, Special Issue: „Air Pollution” (2007-2009).

### Gli editoriale
- Acta Climatologica et Chorologica, Universitatis Szegediensis (1995-);
- International Journal of Biometeorology (2012);
- Annals of West University of Timişoara, Series of Biology (Timişoara, Romania, 2013-);
- Journal of Climatology (2013-);
- Archives of Otolaryngology and Rhinology (2014-);
- Science, Technology and Development (2015-);
- Journal of Natural Products Research Updates (2015-);
- Advances in Modern Oncology Research (2015-).[12]

## Premi, onorificenze
- Borsa di studio Széchenyi István (2001)
- Medaglia commemorativa “Pro Meteorológia” (2002)